# Husvik Harbor
Der Husvik Harbor (auch Husvik Harbour) ist die südlichste dreier Nebenbuchten am Kopfende der Stromness Bay an der Nordküste Südgeorgiens.
Der Name ist seit mindestens 1912 bekannt und geht vermutlich auf norwegische Walfänger zurück, welche die Walfangstation Husvik am Kopfende dieser Bucht errichteten.